# Pieter van Laer

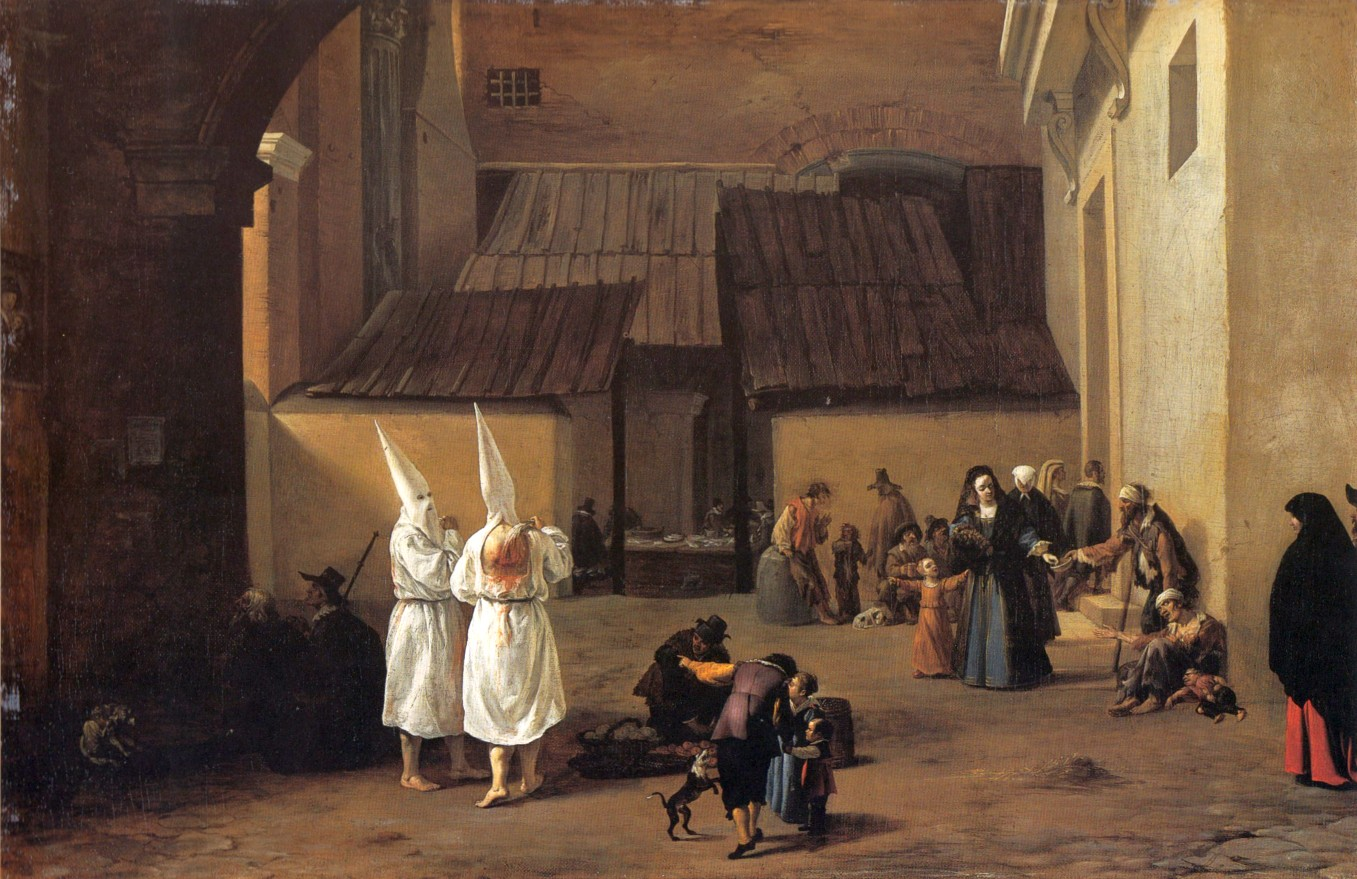
Flagellanter

Pieter van Laer (även Laar), född 1599 eller tidigare, död ca 1642, var en holländsk konstnär och genremålare. Under mer än ett decennium arbetade han i Rom där han fick smeknamnet Il Bamboccio, "trasdockan". De artister som arbetade i samma stil kom att kallas Bamboccianti.
Pieter van Laer föddes i Haarlem. Hans vistelse i Rom kom att prägla hans måleri på ett sätt som är tydligt i hans landskapsscenerier, men han förblev samtidigt trogen den holländska traditionen och valde livfyllda motiv från landsbygdsbefolkningens liv. Han målade marknader, fester, kägelspel, affärer, tjuvar, jaktscener och bönder med boskap.
Detta hans val av motiv, alternativt hans handikapp som gjorde hans kropp deformerad gav honom öknamnet Il Bamboccio. Av den anledningen kom de konstnärer som influerades av van Laer att kallas Bamboccianti. Bland dessa konstnärer märks Andries Both, dennes broder Jan Both, Michelangelo Cerquozzi, fransmannen och hugenotten Sebastien Bourdon samt Jan Miel. van Laer var också medlem i  Bentvueghels, ett sällskap av främst holländsktalande konstnärer i Rom, kända för sin kritik mot den etablerade konstsynen och sina initiationsriter.